# Parafia Najświętszego Zbawiciela w Zielonej Górze
Parafia Najświętszego Zbawiciela w Zielonej Górze – rzymskokatolicka parafia położona w dekanacie Zielona Góra – św. Jadwigi, diecezji zielonogórsko-gorzowskiej, metropolii szczecińsko-kamieńskiej w Polsce, erygowana 1 czerwca 1951.

## Historia parafii
Parafia pod wezwaniem Najświętszego Zbawiciela w Zielonej Górze powstała jako samodzielna placówka kościelna wydzielona z parafii pw. św. Jadwigi w 1949 roku jako druga parafia zielonogórska. Kościół przetrwał działania wojenne w stanie nienaruszonym, został przystosowany do obrządku katolickiego i poświęcony 13 stycznia 1946 roku. Ponieważ do 1945 r. popularnie nazywano go Erlösenkirche (kościół Zbawiciela) otrzymał on wezwanie Najświętszego Zbawiciela.
27 lutego 1949 pierwszym proboszczem został ks. Wincenty Kowalski. W Niedzielę Palmową 1950 roku uroczyście poświęcono ołtarz główny w kościele. 1 czerwca 1951 nastąpiło kanoniczne erygowanie rzymskokatolickiej parafii. Erekcji dokonał administrator apostolski ks. Tadeusz Załuczkowski. 1 stycznia 1969 biskup Wilhelm Pluta mianował dotychczasowego proboszcza i dziekana gorzowskiego, ks.  Konrada Herrmanna nowym proboszczem parafii.
W latach 1974–1976 odbyła się gruntowna przebudowa prezbiterium kościoła projektu Wiktora Ostrzołka: ze starego wystroju pozostała tylko rzeźba Chrystusa, pochodząca ze starego ołtarza poewangelickiego oraz metalowe tabernakulum. 1 czerwca 1976  odbyło się uroczyste poświęcenie kościoła, którego dokonał biskup Wilhelm Pluta.

## Proboszczowie
- ks. Wincenty Kowalski (1.06.1951 – 1968)
- ks. prałat kan. Konrad Herrmann (28.12.1968 – 20.08.1996)
- ks. prałat kan. Zbigniew Stekiel (21.08.1996 – 31.07.2011)
- ks. kan. Mirosław Maciejewski (od 1.08.2011)

## Zasięg parafii
Ulice w Zielonej Górze: 

- Akacjowa,
- Akademicka,
- Aleja Niepodległości(nr. nieparzyste od 15 do końca, parzyste od 16 do końca),
- Bankowa,
- Gen. Józefa Bema,
- Bohaterów Westerplatte (nr. parzyste od 24 do końca, nieparzyste od 19 do końca),
- Bolesława Chrobrego (nr. parzyste 2-30, nieparzyste),
- Fryderyka Chopina,
- Cicha,
- Zygmunta Czubińskiego,
- Dolina Zielona,
- Dolna,
- Dworcowa,
- Kazimierza Wielkiego,
- Ketlinga,
- Klementowskich,
- Klonowa,
- Kmicica,
- Jana Kochanowskiego,
- Hugo Kołłątaja,
- Konicza,
- Krótka,
- Bolesława Krzywoustego,
- Lipowa,
- Mieszka I,
- Plac Bohaterów,
- Podbipięty,
- Podgórna (nr. parzyste od 20 do końca)
- Skłodowskiej-Curie Marii,
- Skrzetuskiego,
- Sportowa,
- Spółdzielcza,
- Stanisława Staszica,
- Sulechowska,
- Profesora Zygmunta Szafrana,
- Szosa Kisielińska (parzyste),
- Szwajcarska,
- Towarowa,
- Romualda Traugutta,
- Ułańska,
- Urszuli,
- Wazów,
- Stanisława Wyspiańskiego,
- Zagłoby,
- Zakręt,
- Zamenhofa,
- Zyty,
- Żabia

Na terenie parafii znajdują się kaplice szpitalne: kaplica pw. NMP Nieustającej Pomocy (Szpitalu Uniwersytecki) oraz kaplica pw. Najświętszego Serca Pana Jezusa (Poliklinika).

## Szkoły na terenie parafii
- Uniwersytet Zielonogórski (Campus A)
- IV Liceum Ogólnokształcące im. kpt. pil. Eugeniusza Horbaczewskiego
- Zespół Szkół Mistrzostwa Sportowego (VII Liceum Ogólnokształcące Mistrzostwa Sportowego, Szkoła Podstawowa nr 10 Sportowa)
- Centrum Kształcenia Zawodowego i Ustawicznego nr 2 „Elektronik”
- Centrum Kształcenia Zawodowego i Ustawicznego „Medyk”
- Centrum Kształcenia Ustawicznego
- Zespół Szkół Muzycznych im. Mieczysława Karłowicza
- Szkoła Podstawowa nr 13